# موسی تپه
موسی تپه مربوط به دوره ساسانیان - سده‌های اولیه دوران‌های تاریخی پس از اسلام است و در شهرستان مشگین‌شهر، بخش مشکین شرقی، دهستان نقدی، روستای نقدی سفلی واقع شده و این اثر در تاریخ ۲۷ آبان ۱۳۸۶ با شمارهٔ ثبت ۲۰۲۹۳ به‌عنوان یکی از آثار ملی ایران به ثبت رسیده است.